# Marie Tabarly
Pour les articles homonymes, voir Tabarly.
Marie Tabarly, née le 22 août 1984 à Gouesnac'h (Finistère), est une navigatrice et comportementaliste équin française.

## Biographie

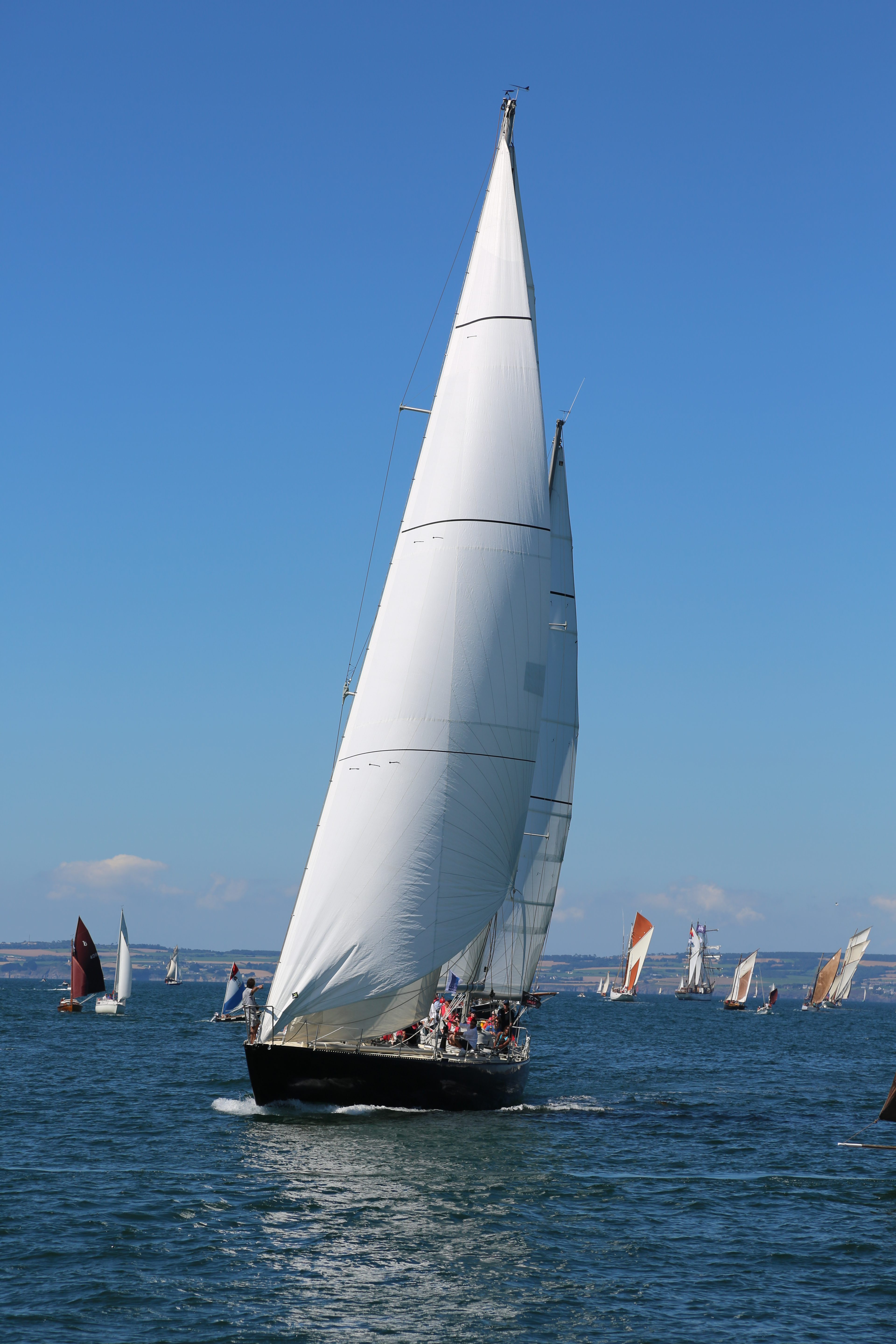
Pen Duick VI.

Marie est la fille du navigateur breton Éric Tabarly et de Jacqueline Tabarly, martiniquaise. Après son bac, elle s'inscrit en BTS communication à Lorient, avant de se tourner vers l'éthologie et de faire ses études au haras de la Cense, puis dans le Kentucky. Elle travaille principalement en Bretagne, où elle vit.

### Avec Olivier de Kersauson
Après la mort de son père, Éric Tabarly disparu en mer d'Irlande en 1998, Olivier de Kersauson la prend sous son aile.
En 2004, il la prend à l'essai sur son trimaran Geronimo. En 2011, elle participe à l'expédition Pangaea en Mongolie, expédition montée par l'explorateur Mike Horn. Elle participe en octobre 2017 à bord du Mariska aux Voiles de Saint-Tropez, où quatre de ses marins sont blessés.

### Un tour du monde surPen Duick VI
Le 3 juillet 2018, elle se lance dans un tour du monde avec escale, à la barre de Pen Duick VI, un bateau imaginé par son père, dans le cadre de son projet Elemen'Terre. Accompagnée d'artistes et de sportifs sur ce bateau de 22 m, chacune de ses escales dure deux semaines et est filmée, dans le but d'en faire un documentaire. La première escale se fait au Groenland au départ de Lorient avec le skipper Franck Cammas et le peintre Jacques Godin. Ce projet est financé par une campagne de financement participatif qui atteint la somme de 51 335 euros sur les 30 000 demandés à l'origine. En 2019, le bateau descend l'océan Atlantique avant de partir pour l'océan Indien et de conclure avec le Pacifique. Le départ est finalement retardé pour cause de surcharge du bateau mais l’équipage arrive au Groenland le 24 juillet. En septembre 2018, elle part pour l'Islande avec Yann Tiersen et sa femme la multi-instrumentaliste Émilie Quinquis, l'apnéiste Leina Sato et le photographe sous-marin Jean-Marie Ghislain. L'équipe revient à Brest le 18 octobre suivant.

### Course au large
En novembre 2021, elle est au départ de la Transat Jacques-Vabre avec Louis Duc. C'est sa première traversée de l'Atlantique en course. Elle prévoit ensuite de faire un nouveau tour du monde sur Pen Duick VI.
Entre septembre 2023 et avril 2024, elle participe à l'Ocean Globe Race, toujours avec Pen Duick VI, dans les conditions de 1973, sans GPS, sans satellite et sans moyens de communication moderne, course en équipage qu’elle remporte en temps réel (Line honors) à l’issue des 4 étapes.
Marie Tabarly fait également partie du projet The Famous Project qui prévoit de tenter le trophée Jules Verne à l'hiver 2025 avec un équipage 100 % féminin.

## Distinctions
- Chevalière de l'ordre national du Mérite (7 juin 2024)[16]

## Publications
- Éric Tabarly, mon père, Neuilly-sur-Seine, Michel Lafon, 2008, 159 p. (ISBN 978-2-7499-0864-9)
- Cavalcade océane, Arthaud, 2025, 304 p. (ISBN 9782080483577)